# ديوراما

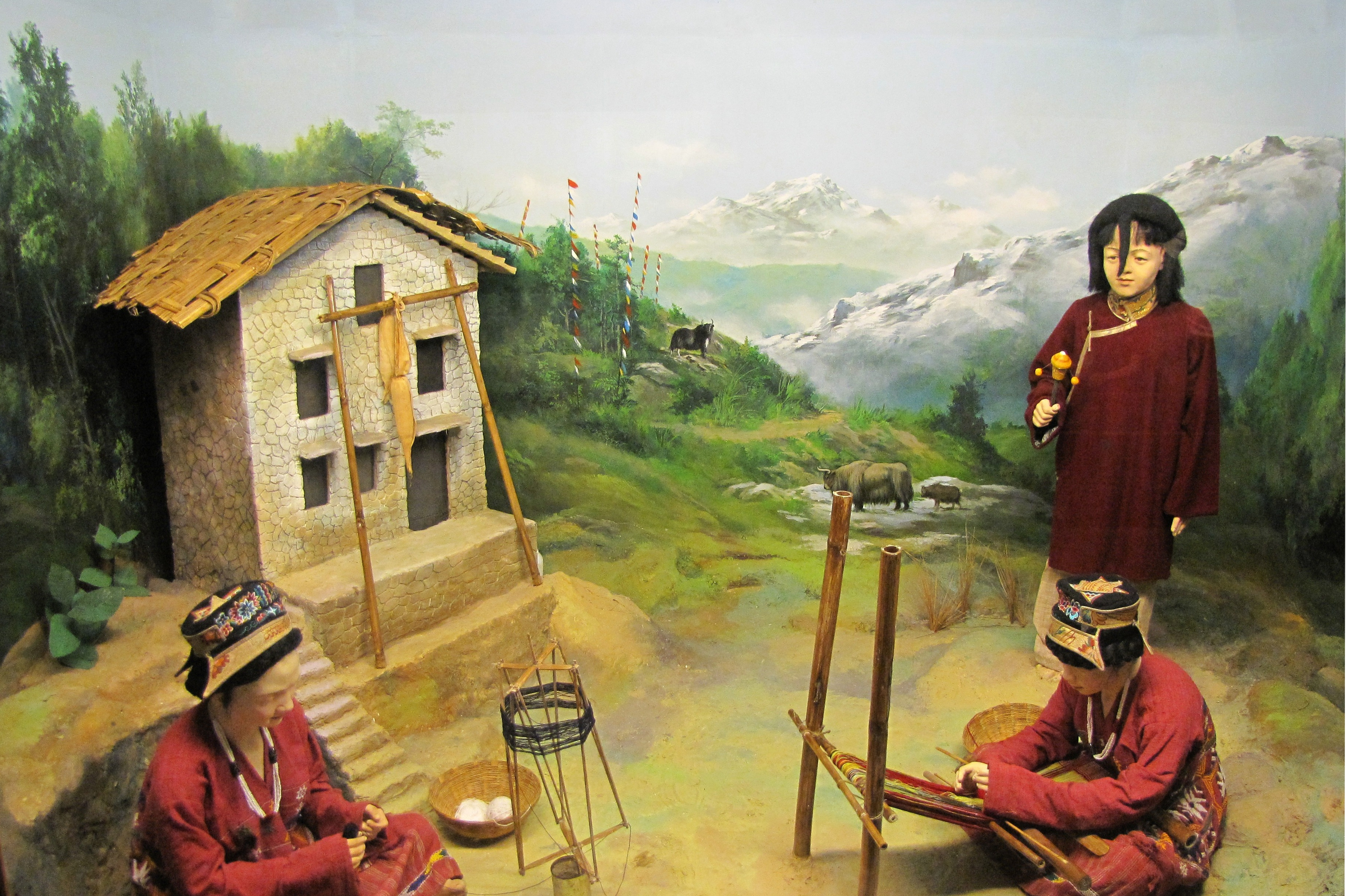
ديوراما بالحجم الطبيعي لشعب مونبا في متحف جواهر لال نهرو، إيتاناجار ، أروناتشال براديش ، الهند

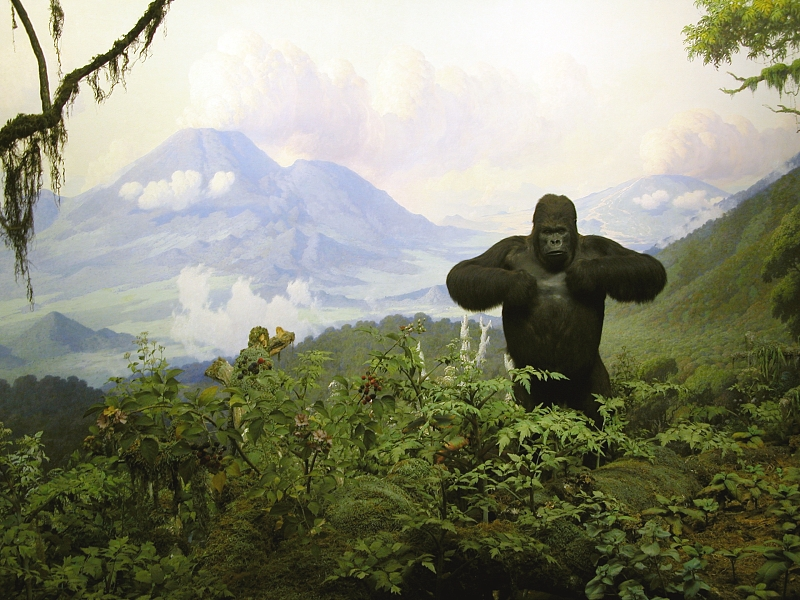
ديوراما الغوريلا الجبلية الخاصة بمختبر المعرض في المتحف الأمريكي للتاريخ الطبيعي في مدينة نيويورك.

الديوراما (بالإنجليزية: Diorama) هي نسخة طبق الأصل لمشهد أو واقعة وهي عادة ما تكون نموذجًا ثلاثي الأبعاد. في بعض الأحيان يتم وضعها في واجهة زجاجية في متحف. غالبًا ما تصنع الديوراما بواسطة الهواة كجزء من الهوايات ذات الصلة مثل نمذجة المركبات العسكرية أو نمذجة الأشكال المصغرة أو نمذجة الطائرات.

## تاريخ الديوراما

### داجير وبوتون
الديوراما هي وسيلة ترفيهية شعبية نشأت في باريس عام 1822. كانت الديوراما عبارة عن تجربة مسرحية يشاهدها الجمهور في مسرح متخصص. يستمر العرض من 10 إلى 15 دقيقة للوحة الواحدة وكان الجمهور بأكمله يدور على قرص ضخم لمشاهدة اللوحة الثانية.
كان حجم خشبة المسرح 7.3 متر × 6.4 متر. رُسم كل مشهدٍ يدويًا على الكتان، ليكون شفافًا في مناطق محددة. وترتب سلسلة من هذه الألواح الكتانية متعددة الطبقات في نفق عميق مقطوع، ثم تضاء بواسطة ضوء الشمس الموجه عبر المناور والشاشات والمصاريع والستائر الملونة. اعتمادًا على اتجاه وشدة الضوء يبدو المشهد وكأنه يتغير.
كان مخترعا ومالكا الديوراما هما تشارلز ماري بوتون (1781–1853) وهو رسام تروبادور عمل أيضًا في البانوراما تحت قيادة بيير بريفوست، ولويس جاك ماندي داجير (1787–1851) الذي كان مصمم ديكور ومصنعًا للمرايا ورسام البانوراما ومصمم أوهام المسرح. شارك داجير لاحقًا في اختراع داجيروتايب ، وهي أول طريقة للتصوير الفوتوغرافي مستخدمة على نطاق واسع.
وافتتحت الديوراما الثانية في ريجنت بارك في لندن من قبل جمعية من الرجال البريطانيين (بعد أن اشتروا لوحات داجير) في عام 1823.
كانت ديوراما ريجنت بارك بمثابة نجاح كبير، وأدت إلى ظهور المقلدين فوريا. أنتج فنانون بريطانيون مثل كلاركسون ستانفيلد وديفيد روبرتس ديوراما (متحركة) أكثر تفصيلاً خلال ثلاثينيات القرن التاسع عشر؛ تمت إضافة المؤثرات الصوتية وحتى الفنانين الأحياء. تضمنت بعض "تأثيرات الديوراما النموذجية الليالي المقمرة، وتحول ثلوج الشتاء إلى مرج صيفي، وقوس قزح بعد العاصفة، والنوافير المضيئة،" والشلالات، والرعد والبرق، ورنين الأجراس. توجد حاليًا ديوراما رسمها داجير في كنيسة بلدة بري سور مارن الفرنسية، حيث عاش ومات.

### جوتشتاين
حتى عام 1968، كانت بريطانيا تفتخر بمجموعة كبيرة من الديوراما. كانت هذه المجموعات موجودة في الأصل في متحف المعهد الملكي للخدمات (المعروف سابقًا باسم دار الولائم ) في وايتهول. كانت هذه الديوراما من بنات أفكار صانع الفراء الثري أوتو جوتشتاين (1892-1951) من لايبزيغ، وهو مهاجر يهودي من ألمانيا هتلر، الذي كان جامعًا متحمسًا ومصممًا لنماذج مسطحة تسمى المسطحات. في عام 1930، ظهر تأثير جوتشتاين لأول مرة في معرض لايبزيغ الدولي، جنبًا إلى جنب مع ديوراما هانيمان من كيل، وبيبل من برلين ومولر من إرفورت. في عام 1933، غادر جوتشتاين ألمانيا، وفي عام 1935 أسس جمعية الجندي النموذجي البريطانية. أقنع جوتشتاين أصدقائه المصممين والرسامين في كل من ألمانيا وفرنسا بالمساعدة في بناء الديوراما التي تصور الأحداث البارزة في تاريخ إنجلترا.
1. هبوط الرومان تحت قيادة يوليوس قيصر عام 55 قبل الميلاد
2. معركة هاستينغز
3. اقتحام عكا
4. معركة كريسي
5. حقل القماش الذهبي
6. الملكة إليزابيث تستعرض قواتها في تيلبوري
7. معركة مارستون مور
8. معركة بلينهايم (رسمها دوشكين)
9. معركة بليسي
10. معركة كيبيك (نقشها كرونرت من فيينا)
11. الحرس القديم في واترلو
12. هجوم اللواء الخفيف
13. معركة أولوندي (شخصيات من أوشيل وبتروكوتشينو/بول أرمونت)
14. معركة فلور
15. إنزالات D-Day

### وونغ
ابتكر الفنان فرانك وونغ (من مواليد 22 سبتمبر 1932) في سان فرانسيسكو، كاليفورنيا ديوراما تصور الحي الصيني في سان فرانسيسكو في شبابه خلال ثلاثينيات وأربعينيات القرن العشرين. في عام 2004، تبرع وونغ بسبعة منمنمات لمشاهد الحي الصيني، بعنوان "مجموعة منمنمات الحي الصيني"، إلى الجمعية التاريخية الصينية الأمريكية (CHSA).